# Annona neovelutina
Annona neovelutina este o specie de plante angiosperme din genul Annona, familia Annonaceae, descrisă de H. Rainer. Conform Catalogue of Life specia Annona neovelutina nu are subspecii cunoscute.